# Edmond Mumba
Edmond Mumba (ur. 4 sierpnia 1962) – zambijski piłkarz grający na pozycji lewego obrońcy. W swojej karierze rozegrał 1 mecz w reprezentacji Zambii.

## Kariera klubowa
W swojej karierze piłkarskiej Mumba grał w klubie Mutondo Stars.

## Kariera reprezentacyjna
W reprezentacji Zambii Mumba zadebiutował 19 czerwca 1988 roku w przegranym 0:4 towarzyskim meczu z Koreą Południową, rozegranym w Suwonie i był to jego jedyny mecz rozegrany w kadrze narodowej. W 1988 roku został powołany do kadry na Igrzyska Olimpijskie w Seulu.